# Martin Sixsmith
Pour les articles homonymes, voir Sixsmith.
Martin Sixsmith, né le 24 septembre 1954, est un auteur, journaliste et présentateur de radio/télévision britannique, travaillant principalement pour la BBC.
Il a également travaillé comme conseiller auprès du gouvernement travailliste et de la série comique télévisée de la BBC The Thick of It.
Son livre sur Philomena Lee (en), The Lost Child of Philomena Lee, a servi de base au film Philomena de 2013, dans lequel il est joué par Steve Coogan.

## Biographie
Martin Sixsmith naît à Warrington, dans le comté de Cheshire. Il fait ses études à la Manchester Grammar School, puis au New College d'Oxford, à Harvard, à l'Université de la Sorbonne à Paris et à Saint-Pétersbourg – alors appelé Leningrad – en Russie. Il est professeur de slave à Harvard et écrit sa thèse de troisième cycle sur la poésie russe. Entre 2002 et 2007, il étudie la psychologie et la psychologie appliquée en tant qu'étudiant adulte au Birkbeck College, à l'Université de Londres et à la London Metropolitan University[réf. nécessaire].
On s'attendait généralement à ce que Sixsmith écrive des mémoires ou une autobiographie à la suite de son départ de la fonction publique. Au lieu de cela, il produit un roman sur la politique du futur proche intitulé Spin qui a été publié en 2004 et qui a indirectement conduit à son emploi comme conseiller sur The Thick of It. Son deuxième roman, I Heard Lenin Laugh, a été publié en 2005,.
En 2009, il publie The Lost Child of Philomena Lee, un livre relatant la séparation forcée de Philomena Lee (en) et de son fils, Michael A. Hess, organisée dans les années 1950 par les religieuses du couvent irlandais de Sean Ross Abbey et les tentatives ultérieures de Philomena Lee et de son fils pour entrer en contact l'un avec l'autre.
En 2011, Martin Sixsmith présente Russia: The Wild East, une histoire de la Russie en cinquante parties pour BBC Radio 4. Son livre Russia, a 1,000-Year Chronicle of the Wild East est publié par Random House.
En 2015, il réalise un documentaire télévisé pour la BBC, Ireland's Lost Babies, dans lequel il revisite l'histoire de Philomena en se rendant aux États-Unis pour enquêter sur le rôle de l'Église catholique irlandaise dans un commerce d'adoption qui a vu des milliers d'enfants retirés à leur mère et envoyés à l'étranger.